# Chateau Libertador Residence
Chateau Libertador Residence es un edificio residencial de estilo francés; de 40 plantas y una altura de 130 metros,
 ubicado en el barrio de Núñez de la ciudad argentina de Buenos Aires.
Ha sido descrito peyorativamente por el arquitecto Justo Solsona como «la mueca de una arquitectura del pasado» y por la población como el edificio más feo de la ciudad, en una encuesta de 2013.
Entre sus inquilinos se encuentran abundantes miembros de la farándula porteña. Durante su construcción se produjeron irregularidades, ya que no contaba con un expediente en la Dirección de Obras: el edificio no estaba registrado. A comienzos de 2013 el edificio sufrió un incendio, iniciado en la planta 18 y que obligó a evacuar a los vecinos.